# Simon Whitfield
Simon St. Quentin Whitfield (ur. 16 maja 1975 w Kingston) – kanadyjski triathlonista posiadający również australijskie obywatelstwo, mistrz i wicemistrz olimpijski.
Największym jego sukcesem jest złoty medal igrzysk olimpijskich w Sydney oraz srebrny igrzysk olimpijskich w Pekinie. Mistrz Igrzysk Wspólnoty Narodów w 2002 roku.